# Gonialosa
Gonialosa is een geslacht van straalvinnige vissen uit de familie van haringen (Clupeidae).

## Soorten
- Gonialosa manmina Hamilton, 1822
- Gonialosa modesta Day, 1870
- Gonialosa whiteheadi Wongratana, 1983